# Лас Анимас (Колорадо)
Лас Анимас (енгл. Las Animas) град је у америчкој савезној држави Колорадо.

## Демографија
По попису из 2010. године број становника је 2.410, што је 348 (-12,6%) становника мање него 2000. године.
| Група             | 2000.         | 2010.         |
| Белци             | 1.475 (53,5%) | 1.330 (55,2%) |
| Афроамериканци    | 25 (0,9%)     | 18 (0,7%)     |
| Азијати           | 16 (0,6%)     | 21 (0,9%)     |
| Хиспаноамериканци | 1.175 (42,6%) | 1.001 (41,5%) |
| Укупно            | 2.758         | 2.410         |